# Mister You
Mister You, pseudonimo di Younes Latifi (Parigi, 5 febbraio 1984), è un rapper francese di origine marocchina.

## Biografia
Younes Latifi nasce a Parigi da genitori marocchini, e cresce a Belleville, nel XX arrondissement. Nel 2006 viene arrestato per possesso di cannabis, ma riesce a scappare dalla polizia saltando dal secondo piano. Dopo altre brevi detenzioni per reati minori, nel 2008 viene condannato a 5 anni di carcere. Tuttavia, fugge nuovamente, vivendo come latitante e dedicandosi alla musica.

## Carriera
Tornato a Parigi per registrare il mixtape Arrête You si tu peut, dove insulta esplicitamente la polizia, viene riconosciuto e arrestato, dovendo scontare 3 anni di reclusione. Dall'ottobre 2010 ottiene un regime di semilibertà, e può registrare il mixtape MDR: mec de rue, in seguito certificato disco d'oro. Il suo primo album in studio, Dans ma grotte, a cui lavora nel periodo trascorso in prigione, viene pubblicato il 31 ottobre 2011, e raggiunge la terza posizione della classifica francese.
Il 10 febbraio 2014 pubblica il suo secondo album, dal titolo Le Prince, contenente collaborazioni con artisti come Nej, Al Bandit, Lacrim e Nessbeal. Dopo aver pubblicato Le grand méchant You, il suo terzo album, il 18 novembre 2016. si prende una lunga pausa musicale, terminata soltanto il 5 luglio 2019, con l'uscita dell'album Hasta la muerte. Quest'ultimo, che vede la partecipazione di svariati rapper, tra cui Lacrim, Rim'K, Black M, Lucenzo e Balti, viene accolto positivamente dal pubblico.
Il suo quinto album, HLM2, viene reso disponibile il 5 febbraio 2021, ed è caratterizzato dalla presenza di rapper come Rohff, Hayce Lemsi, Da Uzi, Jul, S.Pri Noir e Morad. Il terzo capitolo della saga, HLM3, esce invece il 10 novembre 2023.

## Discografia

### Album in studio
- 2011 – Dans ma grotte
- 2014 – Le Prince
- 2016 – Le grand méchant You
- 2019 – Hasta la muerte
- 2021 – HLM2
- 2023 – HLM3

### Mixtape
- 2007 – Cocktail de rue
- 2008 – La rue c'est paro
- 2009 – Arrête You si tu peut
- 2010 – Présumé coupable
- 2010 – MDR: mec de rue
- 2012 – MDR: mec de rue 2

### EP
- 2004 – Mi ange, mi démon
- 2009 – Prise d'otage
- 2020 – Les oiseaux
- 2021 – Les oiseaux II
- 2025 – En attendant la suite
- 2025 – PLS